# Insigne d'observateur en ballon de la Heer
L'insigne d'observateur en ballon de la Heer, (en allemand, Ballonbeobachterabzeichen des Heeres), est une décoration militaire allemande du Troisième Reich. Elle fut créée le 8 juillet 1944 pour récompenser le personnel des ballons d'observation. Elle fut peu décernée en raison de sa création tardive.

## Attribution
Il existait trois classes pour cet insigne était délivré en fonction d'un nombre de points attribués en fonction des situations rencontrés par l’observateur :
- Bronze (20 points).
- Argent (44 points).
- Or (75 points).

À titre d'exemple: un observateur obligé de sauter en raison d'une attaque ennemie se voyait attribuer 10 points.
L'insigne a cessé d'être accordé à la fin du régime nazi en Allemagne en 1945, la classe or ne semble jamais avoir été distribuée.

## Description
L'insigne est composé d'une couronne de feuilles de chêne ovales surmontée d'un aigle, ailes repliées et tenant entre ses serres un svastika.
Le motif au centre représente la vue en diagonale d'un ballon d'observation sur lequel figure le balkenkreuz.
Les diplômes d'obtention de cet insigne peuvent prendre différentes formes et comporter ou non les emblèmes nationaux.

## Port
L'insigne devait être porté sur la poche gauche de la veste (ou de la chemise) sous la croix de fer, si celle-ci est présente.